# Людики
Лю́дики, каре́лы-лю́дики (карел. lyydiläizet, люд. lüüdilaižed) — один из трёх крупных субэтносов (помимо собственно карел) в составе карельского этноса. Как и субэтнос ливвиков (карел. livgiläizet / livgiläižet), существенно отличается по культуре и языку (вплоть до различий в алфавитах) от собственно карел. Людики в большинстве своём проживают в Прионежской Карелии, на северном и восточном побережье Онежского озера.

## История и происхождение
Этногенез людиков, как собственно и вообще карел, остаётся недостаточно изученным. Общепринятой является точка зрения, что субэтнос сформировался в процессе межэтнического контакта средневековой корелы с вепсами, а также ассимилировал в процессе этногенеза в средние века автохтонных саамов, что и обусловило в конечном итоге своеобразие языка и культуры. Первым из письменных источников о людиках упоминает датируемый первой половиной IX века Баварский аноним под названием племени ли́уди или лю́ди (лат. liudi). Несколько позднее людиков упоминает Ахмед ибн Фадлан в своей книге о путешествии на Волгу в 921—922 годах под названием народа «лууд-аана». Однако ещё существенно ранее, при основании Новгорода один из его концов был назван «Людин», подобно тому, как по имени племени наровы был назван Неревский конец.
Территория людиков входила в состав Обонежской пятины Новгородской земли. Вместе с Новгородской землёй людики вошли при Иване III в состав Московского государства.

## Антропологический тип
Карелы-людики относятся к большой европеоидной расе, её беломоро-балтийскому типу, который характеризуется минимальной монголоидной примесью.

## Язык
Происхождение языка до настоящего времени достоверно не определено, господствующей остаётся гипотеза, что он сформировался на базе средневекового собственно карельского языка под значительным влиянием вепсского. Он относится к финно-угорской группе языков и классифицируется как агглютинативный язык. В языке присутствует значительное количество заимствований из архаичного вепсского языка. Достоверных сведений о возникновении письменности у людиков не имеется, в XIX веке она уже существовала на основе кириллицы, в 1930-х годах была введена письменность на основе латиницы.
В составе людиковского языка выделяются следующие диалекты:
† — мёртвые диалекты и говоры
- кондопожский диалект
- пряжинский диалект
- михайловский (кууярвский) диалект

В российской лингвистике язык принято считать диалектом карельского языка, в то время как часть финских лингвистов и большинство западных считают его самостоятельным языком. В выпущенном ЮНЕСКО «Атласе языков мира, находящихся под угрозой исчезновения» (англ. Atlas of the World’s Languages in Danger), людиковский язык также классифицируется как самостоятельный.